# ۱۴۴۴ (میلادی)
۱۴۴۴ میلادی یک سال کبیسه در تقویم میلادی بود.

## رویدادها
- ۲۸ مه - جنگ صدساله: با امضای پیمان تور بین هنری ششم، پادشاه انگلستان و شارل هفتم، پادشاه فرانسه، هنری با مارگرات، خواهر زاده شارل ازدواج کرد و در عوض پذیرفت ناحیه مِن در شمال فرانسه را به این کشور بازگرداند و دو کشور برای چند سال دست از دشمنی با یکدیگر بردارند.
- اوت - مراد دوم، سلطان امپراتوری عثمانی به نفع محمد دوم، پسر خود از سلطنت کناره‌گیری کرد.
- ۱۰ نوامبر - نیروهای امپراتوری عثمانی شکست سختی به قوای مشترک لهستانی و مجارستانی در نبرد وارنا وارد ساختند و ولادیسلاو، پادشاه آن‌ها را کشتند.

### نامعلوم
- نیروی‌های صلیبی موسوم به شوالیه‌های مهمان‌نواز تهاجم قوای سلطان ممالیک مصر به جزیره رودس را به کمک استحکامات دفاعی شهر دفع کردند.
- نخستین بازار فروش بردگان آفریقایی در قاره اروپا در شهر لاگوس پرتغال ایجاد شد.

## زادگان
- ۱۱ مارس - دوناتو برامانته، معمار و نقاش ایتالیایی (د. ۱۵۱۴)

## درگذشتگان
- ۹ مارس - لئوناردو برونی، مورخ و دولتمرد ایتالیایی
- ۲۶ آوریل - رابرت کمپین، نقاش هلندی
- ۱۰ نوامبر - ولادیسلاو، پادشاه لهستان و مجارستان

## دیگر جاها
- ۱۱ نوامبر - تاریخ آغاز بازی ویدئویی یوروپا یونیورسالیس ۴ ساخته پارادوکس دولوپمنت استودیو